# Delosperma fredericii
Delosperma fredericii är en isörtsväxtart som beskrevs av Lavis. Delosperma fredericii ingår i släktet Delosperma, och familjen isörtsväxter. Inga underarter finns listade i Catalogue of Life.